# Фюрер, Хансрюди
Хансрюди Фюрер (нем. Hansruedi Führer; род. 24 декабря 1937, Берн) — швейцарский футболист и футбольный тренер, играл на позиции защитника. Участник чемпионата мира 1966 года.

## Биография

### Клубная карьера
В течение девяти сезонов Фюрер играл за «Янг Бойз», в составе которого сыграл 168 матчей в Национальной лиге. В чемпионские сезоны с 1958 по 1960 год он сыграл мало матчей, суммарно сыграв в первые три сезона 17 матчей. В 1966 году перешёл в «Грассхоппер», в составе которого отыграл три сезона. В 1969 году перешёл в «Санкт-Галлен», в составе которого сыграл в сезоне 25 матчей и завершил карьеру.

### Карьера в сборной
Дебютировал в сборной Швейцарии 26 мая 1965 года в товарищеском матче со сборной ФРГ — Швейцария проиграла со счётом 0:1.
Вошёл в состав сборной на чемпионате мира 1966 года, где был основным игроком и сыграл в трёх матчах группового этапа со сборными ФРГ (0:5), сборными Испании (1:2) и Аргентины (0:2). Всего за сборную Швейцарии сыграл 19 матчей.

### Тренерская карьера
В 1970 году в течение нескольких месяцев работал главным тренером «Санкт-Галлена».